# 宋棐卿旧居 (睦南道68号-1)
宋棐卿旧居是天津东亚毛呢纺织股份有限公司董事长兼经理、中华人民共和国全国政协第一届委员、政务院财政经济委员会委员宋棐卿的住宅。建于1937年，位于当时的天津英租界的香港道（Hong Kong Road）（今和平区睦南道68号-1），该建筑现为一般保护等级历史风貌建筑。

## 内部链接
- 宋棐卿旧居 (马场道)
- 宋棐卿旧居 (睦南道84-86号)